# Царство гуннов в Дагестане
Царство гуннов (савир) в Дагестане — государство, существовавшее в V—X веках на территории Дагестана. Южным пределом Царства гуннов являлся Дербент. Столицей государства был город Варачан.
Впоследствии царство попало в зависимость к Хазарскому каганату, но тем не менее не утратило остатки самостоятельности. Территория Царства гуннов (савир) была поглощена соседними государственными образованиями в X веке.

## История

### Расселение тюркоязычных племён в Западном Прикаспии
Проникновение тюркоязычных племён на территорию Кавказа началось в начале первого тысячелетия нашей эры. Массовой миграции племён гуннского круга в конце IV века предшествовало постепенное проникновение гуннов в Восточное Предкавказье во II веке. Древнейшее упоминание о гуннах Прикаспия содержится в «Описании населённой земли» Дионисия Периегета. К этому же времени относится и сообщение о прикаспийских гуннах Клавдия Птолемея. Кочевья гуннов располагались в степных районах Западного Прикаспия вплоть до Дербентского прохода. Закрепление позиций племён гуннского круга на территории Прикаспия происходит в III—IV веках.
Известнейший армянский исторический писатель средневековья Мовсес Хоренаци (V век н. э.), используя сочинения армянского историка Агатангелоса (вторая половина V века), упоминает о стране гуннов, до пределов которых армянский царь Трдат III преследует вторгнувшихся в Закавказье басилов. В источниках гунны Прикаспия нередко отождествляются с савирами.

 Распад на Северном Кавказе первого гунно-булгарского объединения во главе с оногурами обусловил начало параллельного процесса объединения кочевников Восточного Предкавказья и становления нового военно-политического союза во главе с сабирами. 
Ю. Р. Джафаров установил 3 этапа проникновения гуннов (савиров) в Предкавказье. Первый период характеризуется проникновение незначительных групп булгарских племён в Восточное Предкавказье. Раннее проникновение гуннов в Восточное Предкавказье признаёт Л. Н. Гумилёв и А. П. Новосельцев.

### Страна гуннов (савиров) в ирано-византийских войнах
Впервые территория расселения гуннов названа страной армянским летописцем V века Егише Вардапетом. В своей работе он упоминает идентичные названия («область гуннов», «страна хайландурков»). В 502 году начались длительные войны между Ираном и Византийской империей за мировое господство, в которые были втянуты племена гуннов Кавказа. В византийских источниках часто упоминаются гунны-савиры. Прокопий Кесарийский отмечал, что савиры и другие гуннские племена проживают недалеко от Дербентского и Дарьяльского проходов на равнинах. Племена гуннов (савиров) Прикаспия активно участвовали в войнах своих соседей, выступая в качестве наёмников в армиях великих держав того времени. В 521 году византийский император Юстин I пытался использовать савирского вождя Зилигда против Сасанидов. Но савиры в нарушение договора начали грабить византийские владения, но были разгромлены объединённой армией Византии и Сасанидов. В 527 году савирами, расположенными близ иранской границы, правила вдова вождя Болаха — Боарикс. Она заключила союз с Византией. Двое других племенных вождей согласились служить Ирану. В ходе столкновения один из вождей, Глом, был убит, а другой — Тиранис — пленён и отослан в Константинополь в качестве трофея. С помощью савир византийцы сумели овладеть Лазикой в 551 году. В кампании 554—555 гг. тяжеловооружённые савиры под предводительством «знаменитейших у них людей» Башиаха, Кутилзиса и Илагера приняли активное участие в войне на стороне Византии и разгромили сильный отряд воинственных дилимнитов — союзников персов. В середине VI века савиры владели Прикаспийским проходом, который армянские историки называют Чора и где позднее возник Дербент.
Готский историк Иордан писал о гуннах (савирах) следующее:

 Гунны, как плодовитейшая поросль из всех самых сильных племён, закишели надвое разветвившейся свирепостью к народам. Ибо одни из них зовутся альциагирами, другие — савирами, но места их поселений разделены, — писал Иордан о племенах, составлявших ядро гуннской конфедерации.
Могущество гуннов (савиров) Прикаспия было подорвано многочисленными междоусобными войнами, а также вторжением в Дагестан арабов. В это время часть гунно-савир уходит в горы Дагестана и основывают государство Тавйяк (в переводе с кумыкского «горная сторона»).
Постепенно эти племена становятся зависимыми (вассальными) от хазар и активно участвуют в войнах на их стороне.

### Алп-Илитвер и принятие христианства
Один из самых известных князей гуннов (савир) Алп-Илитвер называется в армянских источниках вассалом хазарского кагана.
Алп-Илитвер активно вмешивался в политическую жизнь Кавказской Албании, совершая походы как в интересах хазар, так и в своих собственных. Недовольный убийством заговорщиками албанского князя Джеваншира в 669 году, Алп-Илитвер совершает вторжение в Албанию, принудив нового албанского князя Вараз-Трдата к принятию вассальной зависимости. В 682 году Алп-Илитвер принимает христианство от албанского епископа Исраэля. По мнению А. В. Гадло, гунны Дагестана представляли собой образование, искавшее выхода из хазарской опеки и сближению с Албанией.

### Царство гуннов в арабо-хазарских войнах
В VIII веке страна гуннов по армянским источникам становится ареной противостояния Хазарского каганата и Арабского Халифата.

### Дальнейшая история
Княжество гуннов (савиров) фигурирует в более поздних источниках под разными наименованиями до X века. Ибн-Хордадбех (IX век) называет страну, располагающуюся к северу от Дербента, «Суваром» (Савир). Ибн ал-Факих, составивший около 903 г. компиляцию из сочинений предшественников, повторяет сведения Ибн Хордадбеха о политических центрах, расположенных вблизи Дербента, но Сувар Ибн Хордадбеха обозначен им как «царство Сура». М. И. Артамонов отождествляет его с царством Хамзин, образовавшимся после распада царства гуннов в приморской полосе Дагестана. Другие исследователи считают Сувар иным названием царства гуннов.
Арабский географ Аль-Масуди упоминает царство Джидан, отождествляемое М. И. Артамоновым со страной гуннов. Ослабление хазар и постоянные войны привели к тому, что южная граница гуннов (савир) сдвигалась на север. В X веке часть её территории, по одной из версий, захватываются соседним политическим образованием — Хайдаком. А в XII веке в землях Прикаспия устанавливается господство половцев.
Остатки гуннов-Савиров (или сабиров) вошли в состав кумыков.

## Население страны гуннов (савир)

### Народы Прикаспия
До прихода племён гуннского круга Прикаспий населяли ираноязычные племена маскутов и аорсов, а также народ камаки (кама, камариты). Многочисленные военные, культурные и политические контакты привели к интеграции тюркоязычных гуннов и ираноязычных маскутов. Именно поэтому в армянских и иных средневековых источниках для кочевых племён севернее Дербента нередко используется собирательное название «унны». Несмотря на это упоминания о маскутах содержатся в источниках и в VII веке н. э., что говорит о сохранении ими своей идентичности. С VI века в источниках появляются данные о неоднородности племён гуннского круга. Прокопий Кесарийский выделяет среди племён Прикаспия савиров, постоянно подчёркивая их родство с гуннами (причём данные о савирах датируются IV—V веками). Приск Панийский знает на Северном Кавказе другие гуннские племена — угоров, сарагур, оногур. Агафий Миринейский, описывая осаду города Археополя в Лазике, писал о гуннских воинах в римской армии, называемых савирами. Псевдо-Захария в «пределах гуннов», локализуемых им за Каспийскими воротами, к северу от них, знает 13 народов: «Авгар, сабир, бургар, алан, куртаргар, авар, хаcap, дирмар, сирургур, бапрасик, кулас, абдел, ефталит». Сами гунны причислены им к числу пяти верующих народов Кавказа, тогда как савиры (как и другие 12 народов) причислены к языческим и варварским. Известный правитель гуннов Прикаспия Алп-Илитвер называет свою страну гуннской. В Армянской Географии VII века названы три народа гуннского круга: гунны, басилы, савиры.
М. И. Артамонов:

 Армянские и арабские источники не отождествляют «гуннов» с хазарами. Страну гуннов армянские писатели указывают к северу от Дербента: «К северу (от Дербента), — говорится в „Армянской географии“, — находится царство гуннов. На западе у Кавказа город гуннов Вараджан (Варачан), а затем города гуннов Чунгарс и Мсндр (Семендер)»
Армянский историк Гевонд также не смешивал хазар с гуннами, указывая, что последние являются союзниками хазарского кагана, а также упоминал о гуннских городах, населением которых являются гунны. Анонимный персидский автор географического трактата «Пределы мира», составленного в 982 г., упоминает в своём трактате «турок», «которые живут по соседству с областью хазар». По мнению Л. Б. Гмыри, под этим названием он подразумевает население Прикаспия.

### Происхождение
Псевдо-Захария сообщал, что в первой трети VI века, во время пребывания в Гуннии христианской миссии из Албании было выпущено писание на «их языке», то есть на гуннском языке. Как отмечает Л. Б. Гмыря, издание такого важного по идеологическому влиянию на гуннское население документа невозможно было на языке какого-либо одного, даже господствующего племени. Таким образом, в государстве уже был общий язык. Анализ имён собственных племенных вождей гуннов Прикаспия указывает на их тюркское и иранское происхождение. Анализ имён богов также указывает на их тюркскую и иранскую природу. Эти факты подтверждают глубокую этническую интеграцию в Царстве гуннов (савир) Прикаспия.
По мнению С. Г. Кляшторного, тюркоязычные этнические группы, населявшие Предкавказье и Северный Кавказ в конце IV—VI в., к которым принадлежали гунны Дагестана, неотделимы от основной массы гунно-болгарских племён и надёжно связываются с западной миграцией части союза племён теле (*тегрег), на основе которого в Центральной Азии сформировались в V—VII вв. новые племенные союзы «девяти огузов» (токуз-огуз) и «десяти уйгуров» (он-уйгур), игравшие выдающуюся политическую и культурную роль вплоть до монгольской эпохи.
Гунны Прикаспия по происхождению были связаны с древними хуннами и европейскими гуннами. Л. Б. Гмыря отмечает, что гуннский язык был языком общения всего гуннского общества. Авторы, на которых ссылается Гмыря, относят гуннский язык к числу тюркских. Согласно альтернативным версиям, гуннский язык и язык хунну относились к монгольским либо енисейским языкам. Другие выступают за их смешанное тюрко-монгольское происхождение.

## Наследие гуннов в Дагестане
Гуннское происхождение имеют многие топонимы, гидронимы и оронимы горной части Дагестана (квартал гунналар в селении Кумух, гора Гуниб к северо-западу от одноимённого селения и другие). Прямыми потомками гуннов Дагестана, возможно, являлись гуены, упоминаемые на Кавказе с XIV века Шереф ад-Дином Йезиди и Низам ад-Дином Шами, описавших походы Тимура 1395 г. Ягуб-бек Лазарев (XIX в.), основываясь на сведениях армянских источников, в работе «О гуннах Дагестана» отождествлял гуенов с гуннами и писал, что этот этноним известен на Восточном Кавказе (Дагестан) со времён мидян. Потомками гуннов гюенов считал и Н. Ходнев.
Население Царства гуннов (савиров) считается предками современных кумыков. В V—VII века из-за давления более многочисленных тюркских племён (тюркютов) часть гунно-савиров (предков кумыков) мигрировало в горы, где образовали государство «Тавйяк» (Сарир). 
Оставшееся на равнине гунно-савирское население образовало государство Джидан — раннефеодальное кумыкское государство.
Наряду с хазарами и другими тюркскими племенами средневекового Дагестана, поучаствовали в этногенезе кумыков. Начало складывания кумыкского народа ко времени существования Царства Гуннов относят такие известные исследователи как С. А. Токарев, авторы фундаментального труда «Народы Кавказа» и другие. Современный кумыкский исследователь Камиль Алиев приходит к выводу, что Кавказская Гунния сыграла роль важнейшего этнообразовательного фактора для кумыков. Множество исследователей относят формирование кумыкского языка ко времени существования Царства Гуннов (А. Самойлович, П. Юрканкаллио и другие). Константин Фёдорович Смирнов считал населениe Кумыкской равнины VIII-X веков ближайшим предком нынешних обитателей страны — кумыков.
Н. А. Баскаков:

Кумыкский, наряду с карачаево-балкарским, крымско-татарским и караимским языками, в своей основе имеют общие, исторически отложившиеся булгарские и хазарские черты
Исследователи называют тюркский язык булгарского типа, распространённый в Царстве гуннов, пракумыкским языком из-за булгарского субстрата в кумыкском языке.
П. А. Головинский:

По преданию одновременно с хазарами на Кумыкской плоскости появляются гуэны… (а потом тюмены). Гуэны считали себя потомками хазар, но можно предполагать, что они — потомки аур-хуннов. Гунны, оставшиеся на понизовье Кумыкской плоскости, названы гуэнами.
Н. Семёнов:

Гуэны или гуэнцы, также многочисленные и населявшие многие селения плоскости, считали себя аборигенами страны, не оспаривая старшинства поселения у тюменов. Тюмены выводили себя из кочевников-ногайцев, гуэнцы же — чеченского происхождения, из аула Гуни.

Однако Н. Семёнов был не уверен в данной версии и далее выдвинул предположение о происхождении гуенов:

Вторые же (т. е. гуены) или чеченцы, или отпрыски народа, слившегося с чеченцами, во всяком случае, не кумыки
Таким образом, большинство исследователей считают гуенов потомками гуннов Прикаспия.
В Засулакской Кумыкии и в позднем средневековье были известны многочисленные населённые пункты и крепости: Гюен-кала, Гюен-авлак (Гюен-поле), Гюен-сызак (Гюенская тропа), Гюен-аул, Гюен-тала, Гюен-отар. Гюены, как отмечал кавказский этнограф В. Вейденбаум, не отличались от кумыков ни наружностью, ни своим языком. Позднее гюены растворились в превосходящих их по численности кумыках.

## Список правителей
- Базук и Курсих (395 год)[45]
- неизвестные правители
- Амбазук (498-518)[46][47]
- Болах (около 520 года) и жена его Боарикс или Берихос (Берик-киз)[48][49]
- Зилигд (Зилгиби) (522 год), один из сыновей Амбазука[50]
- Алп-Илитвер (VII век)
- Эр-Тегин (VII-VIII века), сын предыдущего[51]